# Thạch Đạt Khai
Thạch Đạt Khai (tháng 3 năm 1831 – 25 tháng 6 năm 1863) (giản thể: 石达开; phồn thể: 石達開; bính âm: Shí Dákāi) là Dực vương của Thái Bình Thiên Quốc trong lịch sử Trung Quốc.

## Gia đình
Thạch Đạt Khai sinh ra ở sinh ở Quý Cảng, Quảng Tây trong một gia đình nông dân khá giả, có dòng máu lai giữa người Khách Gia và người Tráng. Ông có nhận một người con gái nuôi tên là Thạch Ích Dương.

## Tính cách
Có thể nói ông khá là tiêu biểu trong số các vị vương gia bao gồm cả Thiên vương về tài năng và nhân cách, tính tình ông ôn hòa, luôn luôn hướng nội, ông không hống hách như Đông vương, không mu muội như Thiên vương và không tiểu nhân cơ hội như Bắc vương và Yến vương, ông luôn vì lợi ích chung của quốc gia và luôn muốn cầu toàn điều gì cho qua được thì cho qua song cuộc đời ông cũng đã vấp phải những sai lầm rất lớn mà có phần dẫn đến sự sụp đổ của Thái Bình Thiên Quốc "Thiếu quyết đoán trong hành động. Tính cầu toàn quá cao, đó là nhận xét của Đông vương về ông, Dực vương làm việc gì cũng quá chi li, cẩn thận bàn trước tính sau, hỏi người này người khác thiếu hẳn sự quyết đoán cần có ở một vị tướng.

## Cuộc đời
Vào sự kiện Thiên kinh chi biến diệt trừ Đông vương Dương Tú Thanh, ông đã không về kinh theo lệnh Thiên vương vì sợ liên lụy, còn mang tiếng sát hại anh em. Tuy nhiên đó chỉ là suy nghĩ thiển cận của ông, ít ra nếu ông về kinh, với binh lực của mình, ông cũng khiến Bắc vương không thể lộng quyền, vừa kiềm chế được Bắc vương, vừa tránh được trận thảm sát Đông điện và cả trận thảm sát Dực vương phủ của Vi Xương Huy sau này, tránh tổn thương nguyên khí của Thái Bình quân đến 2 lần. Nói ông đã gián tiếp giết hại gia đình mình cũng không sai, nhạc phụ Vệ thiên hầu Hoàng Ngọc Côn của ông cũng đã từng nói: "Lúc cần về thì không về, bây giờ lại dẫn xác về làm gì?".
Trong sự kiện thứ hai của Thái bình chi biến khi Bắc Vương Vi Xương Huy thảm sát Dực vương phủ, ông đã trốn thoát được ra ngoài và mang binh về để phục thù, kết hợp với đó là danh nghĩa mật chỉ diệt Bắc vương của Hồng Thiên vương. Ngoài ra, vô tình tàn dư quân sĩ trung thành của Đông vương còn lại cũng về tay ông do ông bị Bắc vương tung tin rằng ông là đồng đảng với Dương Tú Thanh. Nhưng khác với Vi Xương Huy sau khi diệt trừ Bắc vương đã thảm sát Đông điện, ông đã không lạm sát bạo ngược người của Bắc vương, mặc dù trong lòng rất ấm ức vì Bắc vương đã giết người nhà mình. Về sau ông đã phạm sai lầm nghiêm trọng nhất, đó là mang 20 vạn hùng binh ra đi mà không về trợ thủ cho Thiên Kinh, có ý vạch nửa giang sơn tạo bầu trời riêng cho mình. Hanh động này đã mang theo niềm hi vọng cuối cùng của Thái Bình Thiên Quốc ra đi và đây được coi là một sai lầm nghiêm trọng nhất trong "mười sai lầm dẫn đến sự lụi tàn của Thái Bình Thiên Quốc" mà Trung vương Lý Tú Thành đã nêu ra trước khi bị xử tử. Ông đã trúng kế giặc, mang đại binh vượt Kim Sa hướng tây lên thẳng đường tới Việt Hòa Sảnh và tự sa vào lưới. Quân của ông binh bại chạy đến Quảng Tây, đến bờ vực sông Đại Đô thì lâm vào đường cùng bị kẹt không thể qua sông do nước sông chảy xiết. Lúc này tướng sĩ của ông chỉ còn vài ngàn người. Vì không muốn tướng sĩ bỏ mạng oan uổng ông đã một mình đầu hàng và lên thuyền con của quân Thanh. Nhưng khi ông vừa xuống khỏi thuyền thì quân Thanh đã nuốt lời, nã đại pháo giết sạch quân còn lại bên kia bờ của ông, trong số đó có cả thân cận mà ông yêu quý tin tưởng đó là Trương Toái Mưu. Ông bị Lạc Bỉnh Chương đưa về Thành Đô (thủ đô Ba Thục) và bị lăng trì xử tử, sau đó phanh thây ngoài chợ Thành Đô. Khi đó ông mới 30 tuổi độ là tuổi cận trung niên còn rất trẻ. Trước khi chết, khi bị mang ra lấy khẩu cung, ông còn rất khẳng khái mắng chửi các quan nhà Thanh, ông nói ông luôn chuẩn bị cái chết cho mình từ khi bắt đầu khởi nghĩa và không hề hối hận, rằng sợ chết thì ông đã không tham gia phản Thanh, ông tự hào vì mình đã "oai phong lẫm liệt mấy chục năm trời giết hàng vạn Thanh yêu, giết hơn 200 tổng binh của địch và tạo phúc cho hàng vạn bá tánh", ông còn chê bai các tướng lĩnh của cả hai bên, duy chỉ khen ngợi Tăng Quốc Phiên của quân Thanh. Từ đó Thái Bình Thiên Quốc mất đi một vị tướng tài và dần dần sụp đổ nhanh chóng.